# Irma Vep
Irma Vep är en fransk dramakomedifilm från 1996 i regi av Olivier Assayas. Namnet är ett anagram av ordet Vampire. Filmen hade världspremiär vid Toronto International Film Festival den 6 september 1996.

## Handling
Skådespelaren Maggie (Maggie Cheung i rollen som sig själv) kallas till Paris för att spela huvudrollen i en filmatisering av Louis Feuillades klassiska följetongsfilm Les Vampires från 1915. Trots att Maggie är från Hongkong och inte talar franska är regissören övertygad om att hon är den enda som kan spela rollen som Irma Vep. Redan första dagen uppstår bråk och förvecklingar medan Maggie alltmer blir ett med den karaktär hon gestaltar.

## Miniserie
2022 släppte Olivier Assayas miniserien Irma Vep release. Alicia Wikander spelar huvudrollen som den svenskamerikanska skådespelerskan som åker till Paris för att gestalta Irma Vep från den ursprungliga franska filmföljetången, samtidigt som Maggie Cheungs gestaltning från 1996 hemsöker inspelningen.

## Rollista
- Maggie Cheung – Maggie
- Jean-Pierre Léaud – René Vidal
- Nathalie Richard – Zoé
- Antoine Basler – journalisten
- Nathalie Boutefeu – Laure
- Alex Descas – Desormeaux
- Dominique Faysse – Maïté
- Arsinée Khanjian – amerikanen
- Bernard Nissile – Markus
- Olivier Torres – Ferdinand/Moreno
- Bulle Ogier – Mireille
- Lou Castel – José Mirano
- Jacques Fieschi – Roland